# Miloslava Rezková
Miloslava Hübnerová, née Rezková le 22 juillet 1950 et morte le 19 octobre 2014 d'un cancer, est une athlète tchèque, spécialiste du saut en hauteur. Elle remporte la médaille d'or des Jeux olympiques d'été de 1968 à Mexico, et s'adjuge par ailleurs le titre des championnats d'Europe 1969.

## Biographie
Elle se révèle en 1968 lors des Jeux olympiques de Mexico en remportant, à l'âge de dix-huit ans, la médaille d'or du saut en hauteur. Elle améliore son record personnel en franchissant une barre à 1,82 m à son troisième essai, devançant finalement les Soviétiques Antonina Okorokova et Valentina Kozyr. Sa meilleure performance en début de saison 1968 n'était que de 1,66 m.
L'année suivante, à Athènes, la Tchécoslovaque remporte les championnats d'Europe en établissant un nouveau record de la compétition avec 1,83 m, et en devançant au nombre d'essais Antonina Lazareva et Mária Mračnová. Elle est élue sportive tchécoslovaque de l'année en 1969.
Elle remporte quatre titres de championne de Tchécoslovaquie en 1968, 1969, 1972 et 1974. 
En 1970, elle épouse son entraîneur, le sauteur en hauteur Rudolf Hübner, après avoir décliné l'offre de mariage d'un millionnaire grec qui lui proposait une île de la mer Égée comme cadeau de mariage.
Elle se classe cinquième des championnats d'Europe 1971, sixième des championnats d'Europe en salle 1973 et cinquième des championnats d'Europe 1974.
Elle met un terme à sa carrière à l'issue de la saison 1977.

### Palmarès
| Date | Compétition                    | Lieu      | Résultat | Épreuve         | Performance |
| ---- | ------------------------------ | --------- | -------- | --------------- | ----------- |
| 1968 | Jeux olympiques                | Mexico    | 1re      | Saut en hauteur | 1,82 m      |
| 1969 | Championnats d'Europe          | Athènes   | 1re      | Saut en hauteur | 1,83 m      |
| 1971 | Championnats d'Europe          | Helsinki  | 5e       | Saut en hauteur | 1,83 m      |
| 1973 | Championnats d'Europe en salle | Rotterdam | 6e       | Saut en hauteur | 1,84 m      |
| 1974 | Championnats d'Europe          | Rome      | 5e       | Saut en hauteur | 1,86 m      |

### Records
| Épreuve         | Performance | Lieu | Date             |
| --------------- | ----------- | ---- | ---------------- |
| Saut en hauteur | 1,86 m      | Rome | 8 septembre 1974 |